# روزدیل (واشینگتن)
روزدیل (به انگلیسی: Rosedale) یک منطقهٔ مسکونی در ایالات متحده آمریکا است که در واشینگتن واقع شده‌است. روزدیل ۱۲٫۰ کیلومتر مربع مساحت و ۴٬۰۴۴ نفر جمعیت دارد و ۱۴۶ متر بالاتر از سطح دریا واقع شده‌است.